# 藤元宏美
藤元 宏美（ふじもと ひろみ、197710月20日 - ）は埼玉県出身のモデル。Lips所属。

## 経歴
- ランボルギーニレースクイーン
- 東京モーターショー
- 撮影会モデル
- 2006年成田空港親善大使
- 第5期ポルシェレディ
- サントリー角 CM

など

## 趣味・特技
- 海外旅行
- 料理
- 書道
- プロ野球観戦
- ゴルフ・ヨガ

など